# Matías Aguirregaray
Matías Aguirregaray Guruceaga (Porto Alegre, Brazília, 1989. április 1. –) uruguayi-spanyol labdarúgó, a Peñarol középpályása. Édesapja a korábbi válogatott Óscar Aguirregaray.